# Scrupocellaria aegeensis
Scrupocellaria aegeensis is een mosdiertjessoort uit de familie van de Candidae. De wetenschappelijke naam van de soort is voor het eerst geldig gepubliceerd in 1969 door Harmelin.